# 常心塚古墳
常心塚古墳（じょうしんづかこふん）は、宮崎県西都市上三財（かみさんざい）にある古墳。形状は方墳。国の史跡に指定されている。

## 概要
宮崎県中部、三財川北岸の小豆野原台地（常心原台地）の南西端に単独で築造された大型方墳である。江戸時代に常心という僧が古墳上で即身成仏を遂げたと伝えられ、「常心塚」の古墳名はこれに由来し、墳丘上には村人が供養のため建てたという祠堂が設けられている。2002年度（平成14年度）に外縁部の発掘調査が実施されているが、墳丘本体の詳細な調査は実施されていない。
墳形は方形で、墳丘主軸はほぼ正方位をとり、南北25メートル・東西23.8メートルを測る。西都市内では方墳は本古墳と西都原古墳群の171号墳のみになる点で特色を示す。墳丘は2-3段築成とみられる。墳丘周囲には周溝・外堤・外周溝が巡らされ、外堤はほぼ完存し南北40メートル・東西37.5メートルにおよぶ。外周溝の調査では須恵器片が出土している。埋葬施設は未調査のため明らかでないが、横穴式石室と推測され、堂裏には石室の一部の可能性がある礫が露出する。副葬品も詳らかでない。
築造時期は、古墳時代終末期の7世紀前半（TK209型式新段階期-TK217型式）頃と推定される。周溝・外堤を伴う石舞台古墳（奈良県明日香村）に似る「石舞台型」の横穴式石室墳の類例は極めて限られるが、北東7キロメートルにある西都原古墳群の鬼の窟古墳（西都原206号墳）でも知られており、大古墳群中の円墳の鬼の窟古墳と単独方墳の本古墳との性格の違いが注目される。また一帯には5世紀末-7世紀前半頃の常心原地下式横穴墓群が分布しており、本古墳の被葬者との関係が示唆される。
古墳域は1980年（昭和55年）に国の史跡に指定されている。

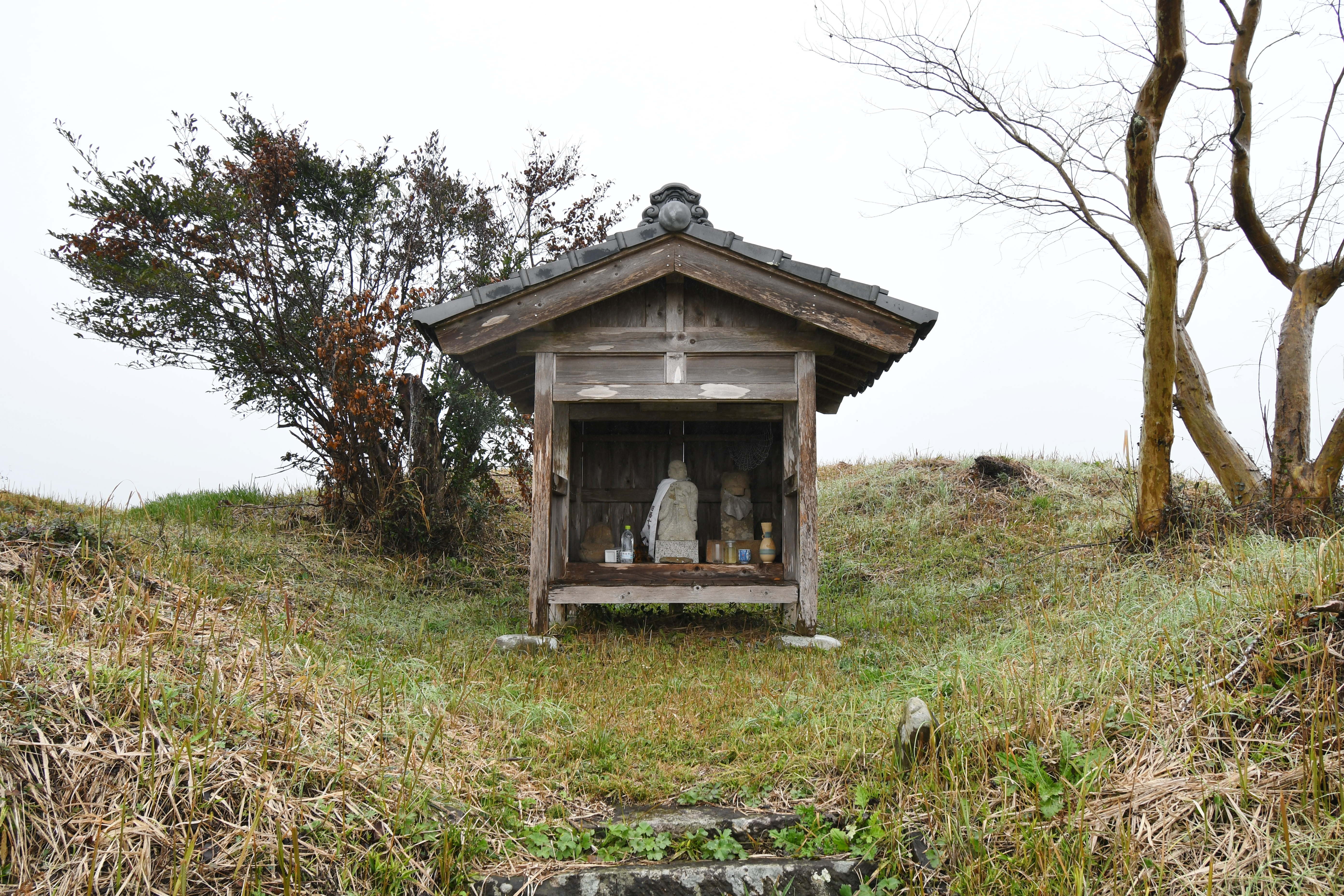
墳丘上の堂

## 遺跡歴
- 1884年（明治17年）完成の『日向地誌』に、僧常心が塚に掘った壙の中で読経しつつ命を経ったとする伝承の記載[5]。
- 1936年（昭和11年）、宮崎県指定史跡に指定[4]。
- 1957年（昭和32年）刊行の『宮崎県文化財調査報告書』第2輯において報告[6]。
- 1980年（昭和55年）3月24日、国の史跡に指定[4]。
- 2002年度（平成14年度）、県営農道整備事業に伴う古墳南西部の発掘調査（西都市教育委員会、2003年に報告）[3]。

## 文化財

### 国の史跡
- 常心塚古墳 - 1980年（昭和55年）3月24日指定[4]。